# Haitam Aleesami
Haitam Aleesami, né le 31 juillet 1991 à Oslo en Norvège, est un footballeur international norvégien, qui évolue au poste de défenseur. Il possède également la nationalité marocaine.

## Biographie

### Carrière en club
Avec le club de l'IFK Göteborg, Haitam Aleesami dispute quatre matchs en Ligue Europa, pour un but inscrit. Il inscrit son premier but en Ligue Europa le 30 juillet 2015, lors d'un match contre le CF Belenenses comptant pour le troisième tour préliminaire de cette compétition.
Le 8 juillet 2019, Haitam Aleesami, alors âgé de 27 ans et en fin de contrat avec Palerme, s'engage avec l'Amiens SC pour trois saisons.

### Carrière internationale
Haitam Aleesami compte cinq sélections avec l'équipe de Norvège depuis 2015.
Il est convoqué pour la première fois en équipe de Norvège par le sélectionneur national Per-Mathias Høgmo, pour un match des éliminatoires de l'Euro 2016 contre Malte le 10 octobre 2015. Le match se solde par une victoire 2-0 des Norvégiens.

## Palmarès
- Avec l'IFK Göteborg
  - Vainqueur de la Coupe de Suède en 2015